# Långöfjärden
Långöfjärden är en fjärd i Finland. Den ligger i landskapet Nyland, i den södra delen av landet, 50 km väster om huvudstaden Helsingfors.